# Lucien Fontayne
Pour les articles homonymes, voir Fontayne.
Lucien Fontayne est un compositeur, pianiste, organiste et professeur de musique français né à Nîmes le 3 février 1865 et mort le 29 décembre 1946.

## Biographie
Lucien Fontayne est le fils unique d'Isidore Fontayne, accordeur de piano et violoniste, et de son épouse Irma Airal. Il est reçu au Conservatoire de Paris le 8 novembre 1884 dans la classe d'Antoine Marmontel. Il est directeur du conservatoire de Nîmes de 1901 à 1931.
Il composa plusieurs opéras, opéras-comiques et légendes lyriques, dont Damayanti, poème écrit par J.B. Gheusi et mis en musique par Lucien Fontayne.
Marié à Marie Bertrand, fille du pasteur Numa Bertrand, le couple a trois enfants : Lucie, Pierre et Jean.
Il fut chevalier de la Légion d'honneur,